# Joseph François René de Kergariou
Jean-François René Marie de Kergariou est un homme politique français né le 25 février 1779 à Lannion (Côtes-du-Nord) et mort le 15 juin 1849 à Bringolo (Côtes-du-Nord).

## Biographie
Fils de René-Fiacre de Kergariou dit comte de Kergariou, conseiller au Parlement de Bretagne de 1756 à 1785, de la branche de La Grandville en Bringolo, il se destine d'abord à l'école militaire, puis à des études historiques et archéologiques. Membre correspondant de l'académie celtique en 1805. Créé comte d'Empire en 1810, il est sous-préfet du Havre en juillet 1811, préfet d'Indre-et-Loire en décembre 1811. Rallié à la Restauration, il est préfet du Bas-Rhin en 1814, puis de la Seine-Maritime en 1815. Il est rapidement nommé conseiller d’État. Conseiller général, il est député des Côtes-du-Nord de 1820 à 1827, siégeant dans la majorité soutenant les gouvernements de la Restauration. Il est pair de France de 1827 à 1830.
Grand collectionneur, il accumule pendant toute sa vie monnaies anciennes, objets archéologiques, textes en breton, etc. Sa collection de monnaies est vendue à Paris le 14 décembre 1873 par MM. Delbergue-Cormont, commissaire-priseur, et Hoffmann, expert. Le catalogue se compose de 770 numéros. Les monnaies gauloises armoricaines et bretonnes ainsi que les jetons bretons montrent son attachement à sa région d'origine. Voir à ce sujet Yves Coativy, « La collection de monnaies du comte de Kergariou (1779-1849) », Annales de la Société bretonne de numismatique et d’histoire, 2010, p. 83-84.
Marié en 1800 à Mélite Chrestien de Tréveneuc, il est le père de deux fils, Emmanuel, conseiller général du canton de Plouagat sous la Deuxième République, et René, rentier. Son petit-fils Emmanuel fut zouave pontifical puis maire de Bringolo de 1876 à 1888. Il décède en son château de la Grand'ville à Bringolo le 15 juin 1849 et est ensuite inhumé dans le cimetière de la commune dans un mausolée aujourd'hui disparu.

## Distinctions
- Officier de la Légion d'honneur

## Sources
- « Joseph François René de Kergariou », dans Adolphe Robert et Gaston Cougny, Dictionnaire des parlementaires français, Edgar Bourloton, 1889-1891 [détail de l’édition]
- Yves Coativy, « Le comte Joseph-François de Kergariou (1779-1849), pionnier de la numismatique bretonne », Bulletin de la Société française de numismatique, juin 2002, p. 116-124.
- Yves Coativy, « La collection de gwerziou du comte de Kergariou a-t-elle existé ? », dans Langues de l’histoire, langues de la vie. Mélanges offerts à Fanch Roudaut. Brest, 2005, p. 201-206.
- Yves Coativy, « La collection de monnaies du comte de Kergariou (1779-1849) », Annales de la Société bretonne de numismatique et d’histoire, 2010, p. 83-84.